# Nuevo Parralito
Nuevo Parralito är en ort i Mexiko.   Den ligger i kommunen Bejucal de Ocampo och delstaten Chiapas, i den sydöstra delen av landet, 900 km sydost om huvudstaden Mexico City. Nuevo Parralito ligger 1 262 meter över havet och antalet invånare är 129.
Terrängen runt Nuevo Parralito är bergig åt sydost, men åt nordväst är den kuperad. Runt Nuevo Parralito är det ganska tätbefolkat, med 108 invånare per kvadratkilometer. Närmaste större samhälle är Frontera Comalapa, 16,4 km norr om Nuevo Parralito. I omgivningarna runt Nuevo Parralito växer huvudsakligen savannskog.